# Dyanna Lauren
Dyanna Lauren, née à Los Angeles (Californie) le 18 mars 1965, est une actrice et réalisatrice de films pornographiques américaine.

## Biographie
Dyanna Lauren débute dans la pornographie au début des années 1990 et apparait dans plus de 250 films au cours de la décennie. En juillet 1995, elle est nommée Pet of the month du magazine Penthouse. Elle signe un contrat avec Vivid.
À partir de 2000, elle interrompt sa carrière d'actrice pour se concentrer sur la réalisation.
En 2007, Dyanna Lauren devient présidente et porte-parole de Ninn Worx_SR, une entreprise de production de films propriété de son mari John Gray, le fondateur de la chaine de club de strip tease Spearmint Rhino.
En 2008, elle est nommée membre de l'AVN Hall of Fame.
En avril 2009, elle reprend sa carrière d'actrice pornographique après presque 10 ans d'absence,.
En plus de son travail dans l'industrie pornographique, Dyanna Lauren est apparue dans l'album de Marilyn Manson Mechanical Animals en compagnie de Kobe Tai. Elle a également chanté dans le groupe Thousand Year Itch, qui a publié un album en 2000.

## Récompenses
- 1998 AVN Award Meilleure actrice - Film (Best Actress - Film) pour Bad Wives[8]
- 1998 AVN Award Meilleure scène de sexe anal dans un film (Best Anal Sex Scene - Film) pour Bad Wives (avec Steven St. Croix)[8]
- 1998 XRCO Award Best Actress, Film pour Bad Wives
- 2010 XBIZ Award Performer Comeback of the Year[9]

## Filmographie sélective
- 1995 : Where the Boys Aren't 7
- 1996 : Double Decadence
- 1997 : Bad Wives 1
- 1997 : Where the Boys Aren't 8
- 1997 : Where the Boys Aren't 9
- 1998 : Where the Boys Aren't 10
- 1998 : Where the Boys Aren't 11
- 1999 : Art Lover
- 2000 : Where the Boys Aren't 13
- 2001 : Deep Inside Jenna Jameson
- 2002 : Young Julia Ann
- 2003 : California Creamin
- 2004 : Titanic Tits
- 2005 : Eye Spy: Kira Kener
- 2006 : Service with a Smile
- 2007 : Sweat 2
- 2008 : Star 69: Strap Ons
- 2009 : Superstar MILFs
- 2010 : Lesbian Seductions: Older/Younger 30
- 2010 : Lesbian Seductions: Older/Younger 34
- 2010 : Lip Service
- 2011 : Lesbian Babysitters 4
- 2012 : Toying With Your Emotions
- 2013 : Women Seeking Women 94
- 2013 : Mother-Daughter Exchange Club 30
- 2013 : Lesbian Seductions: Older/Younger 45
- 2014 : Twisted Passions 10: Lamoyne Hotel 4
- 2015 : Little Fur-maids (compilation)
- 2017 : Interracial Cuckold (compilation)
- 2018 : Lily LaBeau and Her Girlfriends (compilation)